# Spirorbis langerhansi
Spirorbis langerhansi är en ringmaskart som beskrevs av Maurice Caullery och Mesnil 1897. Spirorbis langerhansi ingår i släktet Spirorbis och familjen Serpulidae. Inga underarter finns listade i Catalogue of Life.